# Фернандо де Рохас
Фернандо де Рохас (на испански: Fernando de Rojas), (роден около 1465 г., Ла Пуебла де Монталбан, Кастилия – починал април 1541 г., Талавера де ла Рейна, Испания), испански автор, чиято единствена творба е La Celestina, разширена прозаична драма в диалог, която бележи важен етап в развитието на прозата в Испания и в Европа.
От еврейско потекло Рохас получава бакалавърска степен по право от университета в Саламанка около 1490 г. По-късно се премества в Талавера, жени се, практикува право и служи за кратко като кмет. Първата версия на La Celestina се появява под заглавието Comedia de Calisto y Melibea (1499) и съдържа 16 действия. По-късна версия, Tragicomedia de Calisto y Melibea (1502), е в 21 действия или глави. Обичаят произведението да се нарича La Celestina започва с италианския (1519) и френския (1527) превод. La Celestina е една от първите творби, които представят романтиката в ежедневието. Той съчетава трагична любовна история с неприлични и пикарескни сцени, разигравани между второстепенни герои.

## La Celestina
Роман на Рохас
Алтернативни заглавия: „Comedia de Calisto y Melibea“, „The Spanish Bawd“
La Celestina, испански диалогичен роман, обикновено считан за първия шедьовър на испанската проза и най-великото и най-влиятелно произведение от ранния Ренесанс в Испания.
Първоначално публикувана в 16 действия като Comedia de Calisto y Melibea (1499; „Комедия на Калисто и Мелибея“) и малко след това в разширена версия с 21 действия като Tragicomedia de Calisto y Melibea (1502), произведението е популярно известно от публикуването му като La Celestina на името на главния герой, сводникът, който служи като посредник между младите влюбени Калисто и Мелибеа. Дълбоко изследваната личност на Селестина доминира в сюжета, привидно трагичен, за неконтролираната страст на влюбените, която завършва с катастрофа след края си. Калисто е убит при падане от стълбата към прозореца на Мелибея; Мелибея се самоубива. Грубият хумор и ироничният коментар на Селестина обаче подкопават трагичния потенциал на ситуацията; яркото изобразяване на нейния характер засенчва философското значение на творбата в нейната тема за суетата на човешката борба срещу силите на съдбата.
Авторството на произведението, публикувано анонимно, обикновено се приписва на Фернандо де Рохас (ок. 1465 – 1541), покръстен еврейски адвокат, за когото се знае малко. La Celestina е широко имитирана и препечатана на испански повече от 100 пъти до средата на 17 век. Преведена е на много езици, включително английски (The Spanish Bawd, 1631), френски, италиански, немски, иврит и латински. Често смятан за първия европейски роман, La Celestina има дълбоко влияние върху развитието на европейската проза и днес е ценен от критиците както заради величието си като литература, така и заради историческото си значение.